# 北向岩屋十一面観音
北向岩屋十一面観音（きたむきいわや じゅういちめんかんのん）は、滋賀県東近江市猪子町にある石仏とそれを祭る岩窟である。善勝寺の奥の院とされる。

## 概要
猪子山(いのこやま、標高268m)山頂の堂の奥に岩屋があり、その中の像高55cmの観世音菩薩石像が北向観音と呼ばれている。奈良時代の安置といわれ、平安時代に坂上田村麻呂が鈴鹿の鬼賊大嶽丸を討伐の際、この繖山（きぬがさやま）御嶺の東北端島帽子岩窟内に十一面観世音菩薩の石像を安置して祈願したと伝えられている。合掌の手に数珠を掛けている石仏は珍しいとされる。

## 例祭
- 7月17日:千日会
- 10月17日:北向観音祭り

## アクセス
- JR琵琶湖線（東海道本線）能登川駅より徒歩25分

## ギャラリー

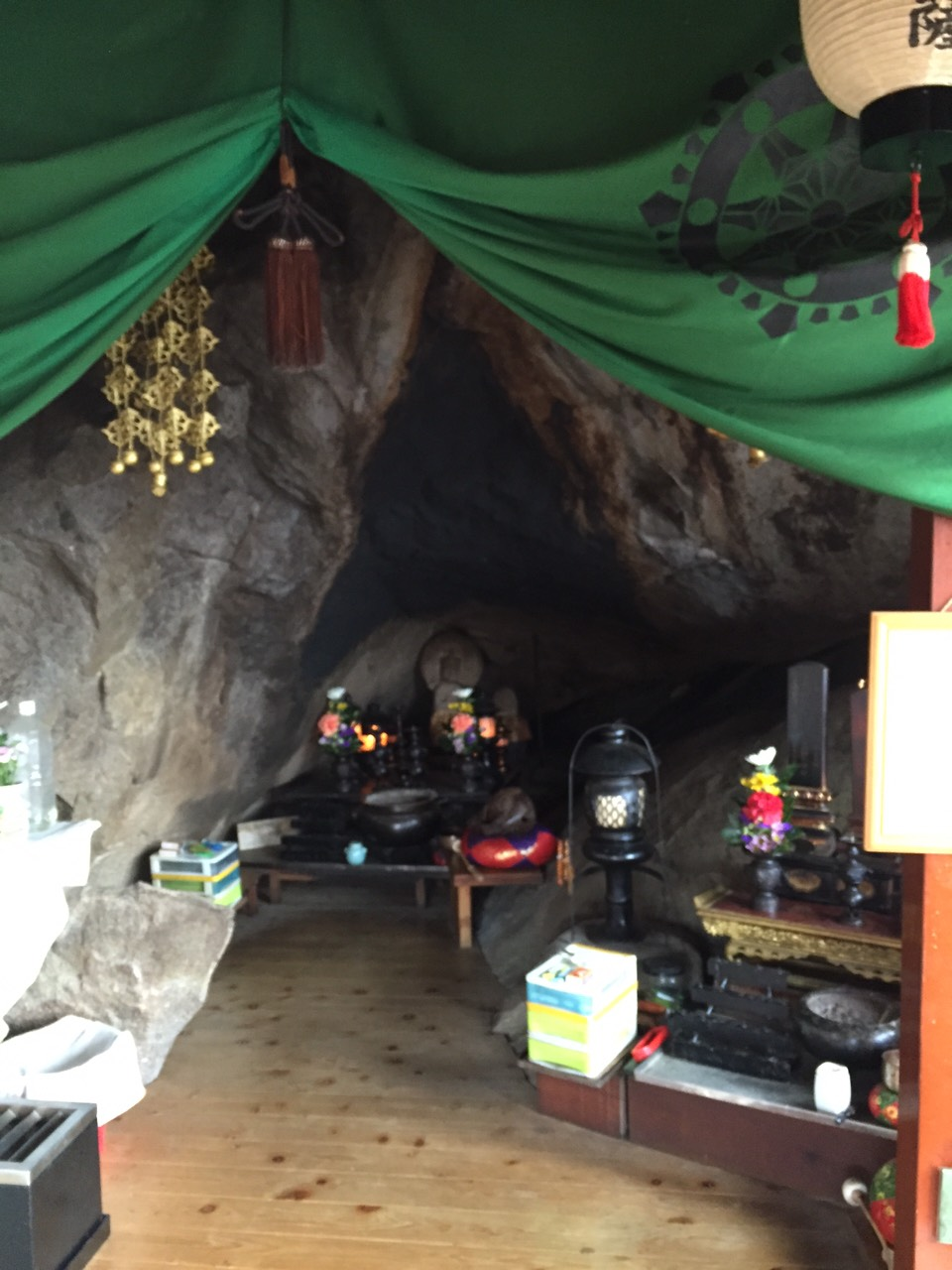
岩屋内部
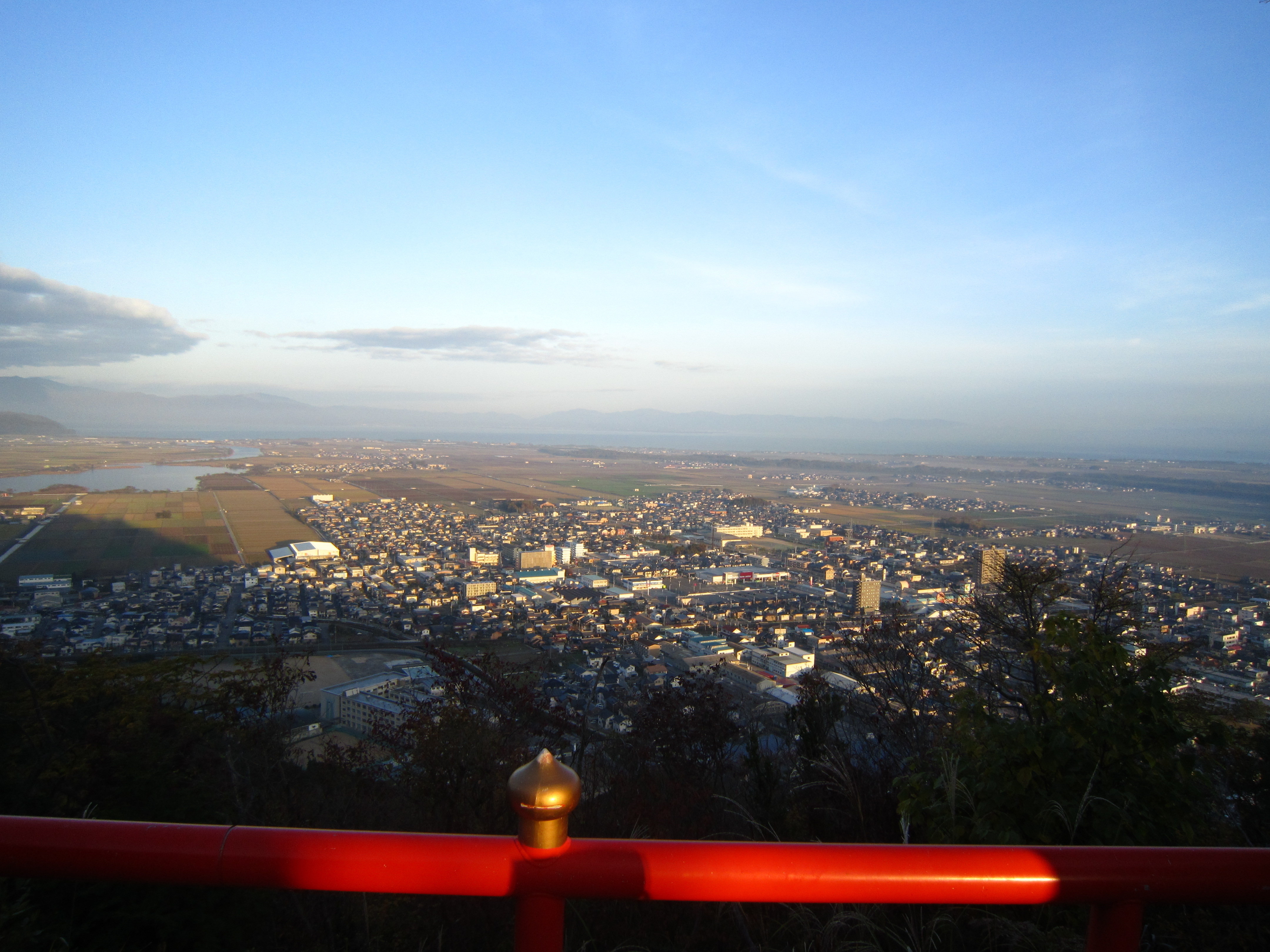
お堂前からの展望